# Selva de Vanuatu
La selva plujosa de Vanuatu són ecoregions de boscos humits tropicals i subtropicals de fulla ampla que inclou les illes de Vanuatu, així com el grup de les illes Santa Cruz de les illes veïnes Salomó. Forma part del regne d'Australàsia, que inclou les veïnes Nova Caledònia i les Illes Salomó, així com Austràlia, Nova Guinea i Nova Zelanda.
Hi ha unes 79 espècies d'ocells, una trentena endèmiques d'aus i diverses de mamífers.

## Geografia
El clima és tropical humit amb una estació seca que va d'abril a novembre. El punt més alt és a 1.879 metres a l'illa Espiritu Santo. Són illes volcàniques.

## Vegetació
En la part no agrícola la vegetació predominant és de selva plujosa de terra baixa.
S'hi troben espècies com Metrosideros ornata, Gmelina solomoensis (Verbenaceae), Parinari corymbosa (Rosaceae), Paraserianthes (Albizia) falcataria, i Pterocarpus indicus (Fabaceae).